# Cryptocoryne beckettii
Cryptocoryne beckettii là một loài thực vật có hoa trong họ Ráy (Araceae). Loài này được Thuill. ex Trim. mô tả khoa học đầu tiên năm 1885.